# 이리자
이리자(1935년 ~ 2020년 3월 21일)는 대한민국의 한복 디자이너이다. 한복 패션화와 국제화를 이끈 인물로 알려져 있다. 충청남도 논산에서 태어나 충남대학교 영어영문학과를 나온 후 1966년 이리자 한복연구소를 설립하고, 1970년 한국인의 체형을 보완하는 '이리자식 한복패턴'을 개발해 보급했다.

## 상훈
- 2002년 : 대한민국 문화관 훈장, 신사임당상

## 가족 관계
- 배우자 : 황윤주
  - 장녀 : 황의숙
  - 장남 : 황의원
  - 차남 : 황의명